# Paneuropski prometni koridor II
Paneuropski prometni koridor II je jedan od Paneuropskih prometnih koridora. Vodi od Berlina u Njemačkoj do Nižnjeg Novgoroda u Rusiji. Prolazi kroz Poljsku i Bjelorusiju. Koridor ide pravcem: Berlin - Poznanj - Varšava - Brest - Minsk - Smolensk - Moskva - Nižnji Novgorod. Djelimice ide usporedo s cestom E30.
Zbog Schengenskog sporazuma, granicu između Njemačke i Poljske može se proći bez putovnice i dodatnih potvrda. Provjere postoje kad se kod Bresta ulazi iz Europske unije u Bjelorusiju. Državljani većine država moraju imati vizu da bi ušli u jednu ili obje države. Na granici Bjelorusije i Rusije nema potrebe za dodatnim potvrdama, jer Rusija i Bjelorusija tvore istu Saveznu državu. 
Nesmetani željeznički promet ovim koridorom ometa promjena širine kolosijeka na granici Poljske i Bjelorusije. Poljska kao i ostali dio zapadne i središnje Europe ima normalni kolosijek, dok Bjelorusija, Rusija i ostatak bivšeg Sovjetskog Saveza ima ruski kolosijek.